# Rappresentante per il Commercio degli Stati Uniti d'America
Il Rappresentante per il Commercio degli Stati Uniti d'America (United States Trade Representative, spesso abbreviato in USTR) è un membro dell'ufficio esecutivo del Presidente degli Stati Uniti d'America. Si occupa principalmente di consigliare e agire per conto del Presidente sulle questioni di commercio internazionale.
Viene nominato direttamente dal Presidente ed ha rango pari a quello dei membri del gabinetto, sebbene ufficialmente non ne sia membro. Il Rappresentante per il Commercio e i suoi vice assumono il titolo di ambasciatore.

## Lista dei Rappresentanti per il Commercio degli Stati Uniti d'America
| #  | Foto | Nome                          | Inizio mandato                                               | Termine Mandato   | Durata              | Presidente | Presidente                    |
| -- | ---- | ----------------------------- | ------------------------------------------------------------ | ----------------- | ------------------- | ---------- | ----------------------------- |
| 1  |      | Christian Herter              | 10 dicembre 1962                                             | 30 dicembre 1966  | 4 anni e 20 giorni  |            | John F. Kennedy (1961–1963)   |
| 2  |      | William Roth                  | 24 marzo 1967                                                | 20 gennaio 1969   | 1 anno e 302 giorni |            | Lyndon B. Johnson (1963–1969) |
| 3  |      | Carl Gilbert                  | 6 agosto 1969                                                | 21 settembre 1971 | 2 anni e 46 giorni  |            | Richard Nixon (1969–1974)     |
| 4  |      | William Eberle                | 12 novembre 1971                                             | 24 dicembre 1974  | 3 anni e 42 giorni  |            | Richard Nixon (1969–1974)     |
| 5  |      | Frederick Dent                | 26 marzo 1975                                                | 20 gennaio 1977   | 1 anno e 300 giorni |            | Gerald Ford (1974–1977)       |
| 6  |      | Robert Strauss                | 30 marzo 1977                                                | 17 agosto 1979    | 2 anni e 140 giorni |            | Jimmy Carter (1977–1981)      |
| 7  |      | Reubin Askew                  | 1º ottobre 1979                                              | 31 dicembre 1980  | 1 anno e 91 giorni  |            | Jimmy Carter (1977–1981)      |
| 8  |      | Bill Brock                    | 23 gennaio 1981                                              | 29 aprile 1985    | 4 anni e 96 giorni  |            | Ronald Reagan (1981–1989)     |
| 9  |      | Clayton Yeutter               | 1º luglio 1985                                               | 20 gennaio 1989   | 3 anni e 203 giorni |            | Ronald Reagan (1981–1989)     |
| 10 |      | Carla Hills                   | 6 febbraio 1989                                              | 20 gennaio 1993   | 3 anni e 349 giorni |            | George H. W. Bush (1989–1993) |
| 11 |      | Mickey Kantor                 | 22 gennaio 1993                                              | 12 aprile 1996    | 3 anni e 81 giorni  |            | Bill Clinton (1993–2001)      |
| 12 |      | Charlene Barshefsky           | 18 marzo 1997 Ad interim dal 12 aprile 1996 al 18 marzo 1997 | 20 gennaio 2001   | 4 anni e 283 giorni |            | Bill Clinton (1993–2001)      |
| 13 |      | Robert Zoellick               | 7 febbraio 2001                                              | 22 febbraio 2005  | 4 anni e 15 giorni  |            | George W. Bush (2001–2009)    |
| –  |      | Peter Allgeier Ad interim     | 23 febbraio 2005                                             | 16 maggio 2005    | 82 giorni           |            | George W. Bush (2001–2009)    |
| 14 |      | Rob Portman                   | 17 maggio 2005                                               | 29 maggio 2006    | 1 anno e 12 giorni  |            | George W. Bush (2001–2009)    |
| 15 |      | Susan Schwab                  | 8 giugno 2006                                                | 20 gennaio 2009   | 2 anni e 226 giorni |            | George W. Bush (2001–2009)    |
| –  |      | Peter Allgeier Ad interim     | 21 gennaio 2009                                              | 17 marzo 2009     | 55 giorni           |            | Barack Obama (2009–2017)      |
| 16 |      | Ron Kirk                      | 18 marzo 2009                                                | 15 marzo 2013     | 3 anni e 362 giorni |            | Barack Obama (2009–2017)      |
| –  |      | Demetrios Marantis Ad interim | 15 marzo 2013                                                | 23 maggio 2013    | 69 giorni           |            | Barack Obama (2009–2017)      |
| –  |      | Miriam Sapiro Ad interim      | 23 maggio 2013                                               | 21 giugno 2013    | 29 giorni           |            | Barack Obama (2009–2017)      |
| 17 |      | Michael Froman                | 21 giugno 2013                                               | 20 gennaio 2017   | 3 anni e 213 giorni |            | Barack Obama (2009–2017)      |
| –  |      | Maria Pagan Ad interim        | 20 gennaio 2017                                              | 1º marzo 2017     | 40 giorni           |            | Donald Trump (2017–2021)      |
| –  |      | Stephen Vaughn Ad interim     | 2 marzo 2017                                                 | 15 maggio 2017    | 74 giorni           |            | Donald Trump (2017–2021)      |
| 18 |      | Robert Lighthizer             | 15 maggio 2017                                               | 20 gennaio 2021   | 3 anni e 250 giorni |            | Donald Trump (2017–2021)      |
| –  |      | Maria Pagan Ad interim        | 20 gennaio 2021                                              | 18 marzo 2021     | 57 giorni           |            | Joe Biden (2021–2025)         |
| 19 |      | Katherine Tai                 | 18 marzo 2021                                                | 20 gennaio 2025   | 3 anni e 308 giorni |            | Joe Biden (2021–2025)         |
| –  |      | Juan Millán Ad interim        | 20 gennaio 2025                                              | 27 febbraio 2025  | 38 giorni           |            | Donald Trump (2025–)          |
| 20 |      | Jamieson Greer                | 27 febbraio 2025                                             | In carica         | 0 anni e 146 giorni |            | Donald Trump (2025–)          |